# 萧惠明
蕭惠明，南蘭陵兰陵县（今江苏常州西北）人，南朝宋官员。
蕭惠明是刘宋征西将軍、儀同三司蕭思話次子，萧惠开的弟弟，萧惠基、萧惠休、萧惠朗、萧惠蒨的哥哥。
蕭惠明有当世的赞誉，历黄门郎，御史中丞，司徒左长史，吴兴郡太守。宋后废帝元徽末年，在官任上去世。其子蕭眎素。